# Joan Pau Giné
Joan Pau Giné   (Bages de Rosselló, 3 d'octubre de 1947 - 1993) fou un cantautor rossellonès.

## Biografia
De família exiliada, amb orígens a la Serra d'Almos, Tarragona. Es feu conèixer artísticament l'any 1976, i aviat esdevingué el cantant català més popular del Rosselló, al costat de Jordi Barre i Pere Figueres.
El seu primer LP (Adiu, ça va?, 1978), format per onze temes propis i una adaptació de «Le temps des cerises» («El temps de les cireres»), mostra un autor i intèrpret creador de temes plens de tocs surrealistes i humorístics. Després de publicar un segon disc (Bona nit, cargol), morí prematurament el 6 de juny de 1993 als 45 anys a causa d'un accident de trànsit.
El seu tercer àlbum que s'havia de dir Qüestió d'amor romangué inèdit amb moltes altres cançons, qualcuna en francès, fins a la publicació el 2003 de la capsa Records de vida que inclou tota la seua obra.
Gerard Jacquet incorpora un tema de Joan Pau Giné («Taxi boig») al seu primer CD (Jacquet, 1996) i Pere Figueres canta la seua cançó «La marinada» al llibre-disc Arbre (1998). Jordi Barre també va versionar «Parla-me, diguis-me coses» de Giné. L'associació Adiu, Ça Va? i Angelets de la Terra han reivindicat la seva figura amb motiu de les efemèrides de la seva mort. El 2014 Adiu, Ça Va? publicà el disc Canten Giné. Homenatge dels Països Catalans, un recull de versions de les seves cançons per part de 92 artistes.

## Obres

### Discografia
- Disc Adiu, ça va? SACEM V 10 057. Editora: Verseau 1978

- Casset i llibre 'Els Llibrets d'en Titella: una manera d'aprendre a parlar el català rossellonès producte d'ensenyança fet d'11 llibrets i 10 seqüències didàctiques basades en les vivències ordinàries pròpies dels anys 1970 a les comarques rosselloneses. L'autor és Joan Pau Giné i l'il·lustrador i dissenyador és Esteve Sabench i té un prefaci de Jaume Queralt. Intèrprets: T. Gazeilles, Gerard Lopez, M. Darmois, Joan Pau Giné. Editions du Chiendent, 1980.[2]

- Casset maqueta Bona nit cargol enregistrament casolà, duplicat distribuït artesanalment a unes dues-centes còpies. La foto i el disseny de la portada prefiguren a bastament el resultat ulterior. Es tracta d'una versió primitiva, tècnicament precària, en pseudo estèreo (veu per un cantó, instrument per l'altre) i punts de saturació sonora. El cantant s'hi acompanya sol amb la guitarra.

Malgrat portar el mateix nom que el posterior disc, aquest primer treball de 10 cançons inclou una llista de cançons diferent, en continguts i ordenació, en relació amb les 12 del disc. Recull la cançó «Quan esperes els teus dies», no incorporada en el disc, però sí inclosa posteriorment en l'antologia de 4 CD «Records de vida». Aquesta «demo» no conté pas les cançons «Records de vida», «Els dies» i «Mercedès», que són en l'LP. 1983.
- 01. La caputxeta roja
- 02. Peret
- 03. Quan esperes els teus dies
- 04. Hi ha merda a mart (segons la grafia emprada)
- 05. La televisió
- 06. El xirment
- 07. El grec
- 08. La marinada
- 09. Bona nit cargol
- 10. Bages

- Disc i casset Bona nit cargol SACEM 111984 Editora: Verseau 1984
- Records de vida Editora: Ass. Adiu ça Va, 2003 4CD Compilació que conté els dos primers àlbums més molts inèdits.